# Pysariwka (rejon winnicki)
Pysariwka (ukr. Писарівка) – wieś na Ukrainie, w obwodzie winnickim, w rejonie winnickim, w hromadzie Winnica. W 2001 liczyła 1448 mieszkańców, spośród których 1406 wskazało jako ojczysty język ukraiński, 33 rosyjski, 1 mołdawski, 1 białoruski, 1 ormiański, a 6 inny.